# معركة عيتا الشعب 2024
بدأت اشتباكات عسكرية في الأول من أكتوبر من عام 2024 في قرية عيتا الشعب بين إسرائيل وحزب الله، وسط الغزو الإسرائيلي للبنان 2024.

## خلفية
في الأول من أكتوبر عام 2024، بدأت إسرائيل غزوًا للبنان كجزء من حرب إسرائيل وحزب الله عام 2024 وصراع إسرائيل وحزب الله، نتيجة امتداد الحرب في غزة. بدأ ذلك بعد أن واجه حزب الله سلسلة من النكسات في سبتمبر 2024 أدت إلى تدهور قدراته واغتيال معظم قياداته؛ بدءًا من انفجارات أجهزة النداء، تلتها حملة قصف جوي إسرائيلي استهدفت حزب الله في جميع أنحاء لبنان، مما أسفر عن مقتل أكثر من 800 شخص وإصابة ما لا يقل عن 5000 آخرين في غضون أسبوع، وبلغت ذروتها في اغتيال الأمين العام لحزب الله حسن نصر الله في ضربة جوية في 27 سبتمبر.
وزعم الجيش الإسرائيلي أنه منذ اندلاع الصراع بين إسرائيل وحزب الله في أكتوبر من عام 2023 وحتى العملية البرية في أكتوبر من عام 2024، دمر 103 «هدفا إرهابيًا» في عيتا الشعب، بما في ذلك 51 فتحة نفق وتسعة منصات لإطلاق الصواريخ، حيث يصل عمق الأنفاق إلى حوالي 25 متراً.

## المعركة
بدأت المعركة في نوريت بين عيتا الشعب والحدود بين لبنان وإسرائيل. في الأول من أكتوبر، وتحت دعم جوي مكثف من سلاح الجو الإسرائيلي، اخترقت الفرقة 98 منطقة نوريت. وسرعان ما دخلت قوات الجيش الإسرائيلي القرية وبدأت بشكل منهجي في تدمير بنى تحتية قال أنها لحزب الله فوق الأرض وتحت الأرض بما في ذلك نفق واسع النطاق يضم مستودع أسلحة تحت الأرض وغرفة قيادة وأحياء سكنية. شنت القوات عمليات بحث من منزل إلى منزل واكتشفت ثكنة تحت الأرض ومنطقة تدريب تم تدميرها لاحقًا.
كما تم نشر الفرقة 91 وقُتل حوالي 20 مقاتلا من حزب الله بحسب ما أعلنه الجيش الإسرائيلي.
وفي الثامن من أكتوبر، أفادت تقارير أن القرية أصبحت تحت السيطرة الإسرائيلية عندما بدأ الجيش الإسرائيلي المرحلة الثانية من عملياته في جنوب لبنان.
في 12 أكتوبر، أُجبر سكان القرية على إخلائها بعد القصف المكثف الذي تعرضت له القرية بواسطة طائرات بدون طيار وطائرات. وفي 14 أكتوبر، قال حزب الله أن مقاتليه قتلوا أو جرحوا جنودًا إسرائيليين باستهداف ناقلة جنود مدرعة باستخدام صاروخ موجه في عيتا الشعب. كما قال إنه اشتبك مع جنود إسرائيليين في القرية.
في 21 أكتوبر، دخلت عدة دبابات للجيش الإسرائيلي قرية عيتا الشعب، مما أدى إلى تكثيف القتال في المنطقة. وقام جنود الجيش الإسرائيلي بتفجير عدة مبانٍ في القرية.
في 24 أكتوبر، أفاد حزب الله أن مقاتليه يخوضون اشتباكات عنيفة مستمرة ضد مركبات الحيش الإسرائيلي في القرية. وفي اليوم نفسه، أعلن حزب الله تدمير دبابة إسرائيلية بصاروخ موجه، مما أسفر عن مقتل وإصابة الجنود الذين كانوا بداخلها.